# Meductic
Meductic är ett mindre samhälle och var tidigare en kommun längs Saint John-floden i södra New Brunswick, Kanada.  Den ligger i provinsen New Brunswick, i den sydöstra delen av landet, 600 km öster om huvudstaden Ottawa. Den hade före 2023 status som by men är nu en del av byn Lakeland Ridges. Orten har omkring 250 invånare. Orten ligger cirka 33 kilometer sydost om Woodstock. Under fördrivningen av ursprungsinvånarna, akadierna, brändes byn 1758 i St. John River Campaign. Fram till 1700-talet var Meductic den största bosättningen av Wolastoqiyik-nationen. Den 1 januari 2023 slogs byn Meductic samman med byn Canterbury och delvis med fem andra lokala servicedistrikt för att bilda den ny by Lakeland Ridges. Ortens namn är fortfarande i officiellt bruk. Närmaste större samhälle är Woodstock.

## Demografi
Vid 2021 års folkräkning av Statistics Canada, hade Meductic  180 invånare som bodde i 83 av samhällets totalt 93 privata bostäder. Det var en minskning med -16,3 % från 2016 års befolkning som var  215.